# Araea indecora
Araea indecora är en fjärilsart som beskrevs av Felder 1874. Araea indecora ingår i släktet Araea och familjen nattflyn. Inga underarter finns listade i Catalogue of Life.